# 比希尼娅·博尔滕
比希尼娅·博尔滕（西班牙語：Virginia Bolten，1870年12月26日—1960年）是阿根廷的记者和无政府女性主义活动家。博尔滕年轻时即热衷于无政府主义活动，后来她逐渐成为罗萨里奥地区劳动女性的领导人物，开始积极为阿根廷地区工人联合会组织活动，还领导了阿根廷历史上的首次女性罢工。在意大利无政府主义者皮埃特罗·戈里的邀请下，她加入了一些阿根廷最早的无政府女性组织，并创办了世界上首批无政府女性主义刊物之一：《女性之声》。
1902年阿根廷颁布《居住法》之后，曾在阿根廷激进活动多年的博尔滕被驱逐至乌拉圭。她在乌拉圭继续进行女性主义活动，创办了《新路线》期刊，并成立了激进女性主义协会“解放”。然而，由于与社会主义女性主义者长期冲突，乌拉圭的无政府女性主义运动逐渐衰落。博尔滕余生居住在蒙得维的亚，偶尔出席示威活动，直到1960年去世。

## 生平
比希尼娅·博尔滕于1870年出生在圣路易斯，父亲是一位因政见而被逐出欧洲的德国自由主义者。父母离异后，少年时期的博尔滕搬到了工业城市罗萨里奥，靠当鞋匠维生。后来，她进入阿根廷糖厂工作，但因向工厂女性散发无政府主义宣传资料而被捕。

### 在阿根廷无政府主义运动中
在第二代无政府女性主义者之中，博尔滕以“杰出的演说家”和“不懈的组织者”而闻名。她与胡安娜·鲁科·布埃拉和玛丽亚·科利亚佐一起成为阿根廷无政府主义运动中少数的女性领袖之一。作为阿根廷地区工人联合会的成员，她在全国各地巡回演讲，鼓励女性参与无政府主义政治活动，而她出色的口才使她的演讲总能吸引到大量观众。作为无政府女性主义者，她对自由女性主义和社会主义女性主义人士要求普选权的呼声不感兴趣，她主张通过革命废除现行制度，而非逐步改革。
1889年，博尔滕领导罗萨里奥的裁缝女工发起了阿根廷的首次女性罢工。这次罢工取得了成功，工人们的工资获得了20%的上涨。次年，她举着一面黑旗领导了罗萨里奥的国际劳动节示威活动。意大利无政府主义者皮埃特罗·戈里注意到了博尔滕的激进主义立场，因而将她招入布宜诺斯艾利斯的无政府主义运动团体中。1895年，受到加泰罗尼亚无政府主义者特雷萨·马涅在埃里科·马拉泰斯塔创办的报纸《社会问题》（義大利語：La Questione Sociale）上刊登的一系列女性主义文章启发，阿根廷的首批无政府女性主义组织开始成立。在戈里的帮助下，博尔滕创办了世界上首批无政府女性主义刊物之一：《女性之声》。在博尔滕等一众编辑的努力下，这份报纸自1896年1月8日创刊至1897年1月1日停刊，一共出版了九期。此后在博尔滕的帮助下，《女性之声》又于1901年成功复刊。博尔滕和戈里还创建了一个社会无政府主义组织，致力于废除各种他们认为的威权主义社会习俗和传统，包括婚姻制度。
为压制日益兴起的无政府主义运动，阿根廷政府于1902年通过了《居住法》，允许驱逐参与无政府主义活动的移民。博尔滕因这项法律多次身陷囹圄：1903年，她因在罗萨里奥散发无政府主义宣传资料被捕；1904年，她因在布宜诺斯艾利斯的水果市场组织女性罢工委员会再次被捕。1905年1月，在获悉俄罗斯帝国首都圣彼得堡发生血腥星期日大屠杀后，博尔滕公开谴责沙皇专制，并将阿根廷政府的行为与之相提并论。

### 在乌拉圭的生活
1907年，博尔滕在布宜诺斯艾利斯参与一场罢租之后，被依据《居住法》驱逐到乌拉圭。她的长期伴侣、无政府主义工会领袖曼努埃尔·曼里克（西班牙語：Manuel Manrique），以及同被驱逐的无政府女性主义活动家胡安娜·鲁科·布埃拉和玛丽亚·科利亚佐，也与她一起来到了乌拉圭。博尔滕和她的同伴们在乌拉圭首都蒙得维的亚继续进行无政府女性主义活动。1909年，博尔滕、鲁科·布埃拉和科利亚佐共同创办了无政府女性主义报纸《新路线》（西班牙語：La Nueva Senda），但该报遭到乌拉圭其他无政府主义者的敌视，次年便停刊了。
此时，无政府女性主义思潮在南美洲已逐渐被社会主义和自由主义女性主义所取代。1910年5月，布宜诺斯艾利斯召开了一次女性大会，成立了一个旨在推动改善女性权利，同时维护传统性别角色的泛美洲联盟。然而，由于希望乌拉圭新任自由派总统何塞·巴特列·奥多涅斯实施改革，联盟并没有立即在乌拉圭建立分部。1911年4月，蒙得维的亚的激进女性主义者成立了“解放”女性协会（西班牙語：Asociación Femenina "Emancipación"），该协会在女性解放问题上持鲜明的反教权立场。
新成立的泛美洲联盟试图吸收“解放”协会加入联盟，但比希尼娅·博尔滕和玛丽亚·科利亚佐认为联盟的自由主义政纲与协会的精神相冲突。博尔滕用激进的演讲反对协会加入联盟，最终成功使得协会投票反对入盟。投票结束后，“解放”协会立即通过了一部受无政府主义思想影响的章程，支持女性教育和自卫，并倡导协会跨越性别的界限，与进步运动整合。“解放”协会将缝纫工和电话接线员等劳动妇女作为团结的对象，与自由派女性主义组织的中产阶级妇女选举运动形成鲜明对比。
到1913年，协会开始分裂成不同派别：无政府主义者由博尔滕领导，而新成立的乌拉圭社会党的党员由玛丽亚·卡萨尔·坎达（西班牙語：María Casal y Canda）领导。6月，社会党党报发表了一篇针对博尔滕的抨击文章，指责她支持巴特列政府。社会党对无政府主义者的持续攻击有效压制了他们在工人和女性运动中的影响力，马克思主义逐渐成为乌拉圭激进女性主义的主导力量，而无政府主义女性组织在一年多以后就逐渐陷入沉寂。
1923年，博尔滕帮助成立了“国际社会研究中心”（西班牙語：Centro Internacional de Estudios Sociales）。晚年，她继续在国际劳动节和国际妇女节的示威活动中发表演讲，直至1960年去世。

## 精神遗产

### 纪念
布宜诺斯艾利斯马德罗港的“比希尼娅·博尔滕公园”（西班牙語：Parque Virginia Bolten）以她的名字命名。2017年国际妇女节，罗萨里奥市市长莫妮卡·费恩和圣菲省省长米格尔·利夫希茨共同为一块纪念博尔滕的牌匾揭幕。2018年3月7日，圣菲市市政会设立了“比希尼娅·博尔滕性别敏感新闻奖”（西班牙語：Premio Virginia Bolten a la labor periodística con perspectiva de género）。

### 电影
2007年，阿根廷圣路易斯省政府决定资助一部纪念比希尼娅·博尔滕的电影。该电影主要聚焦于博尔滕的生活、无政府女性主义及促使其创办《女性之声》的社会环境。影片的标题为《无神、无主、无夫》（西班牙語：Ni dios, ni patrón, ni marido），取自该报纸的其中一句口号。

## 书目
- Carlson, Marifran. . . Academy Chicago Publishers. 1988: 121–138. ISBN 0-89733-152-4. LCCN 85-18567 （英语）.
- Cohn, Jesse. . Ness, Immanuel  (编). . Wiley: 1–5. 2009. ISBN 9781405198073. doi:10.1002/9781405198073.wbierp0055 （英语）.
- Ehrick, Christine. . . UNM Press. 2005: 33–68. ISBN 0-8263-3468-7. LCCN 2005002484 （英语）.
- Ehrick, Christine. . . 2017  [2024-10-27]. ISBN 9780199366439. doi:10.1093/acrefore/9780199366439.013.303. （原始内容存档于2022-12-05） （英语）.
- de Laforcade, Geoffroy. . Hirsch, Steven J.; van der Walt, Lucien  (编). . Studies in Global Social History 6. 莱顿: Brill. 2010: 321–362. ISBN 9789004188495. OCLC 868808983 （英语）.
- Molyneux, Maxine. . . Palgrave MacMillan. 2001: 13–37. ISBN 978-0-333-78677-2. LCCN 00-062707. doi:10.1057/9780230286382_2 （英语）.
- Moya, José. . Gabaccia, Donna; Iacovetta, Franca  (编). . 多伦多大学出版社. 2002: 189–216. ISBN 978-0-8020-8462-0 （英语）.
- Moya, José. . Jewish History. 2004, 18 (1): 19–48. S2CID 144315538. doi:10.1023/B:JEHI.0000005735.80946.27 （英语）.
- Tarcus, Horacio. . Ness, Immanuel  (编). . Wiley: 1. 2009. ISBN 9781405198073. doi:10.1002/9781405198073.wbierp1764 （英语）.

## 延伸阅读
- Briggs, Ronald. . Bulletin of Hispanic Studies. 2023, 100: 33–46. ISSN 1475-3839. S2CID 256353683. doi:10.3828/bhs.2023.5 （英语）.
- Shone, Steve J. . Studies in Critical Social Sciences 272. Brill. 2024. ISBN 978-90-04-68875-9 （英语）.